# Lapusnyak
Lapusnyak (románul: Lăpușnic [lə'puʃnik]) falu Romániában, Erdélyben, Hunyad megyében.

## Nevének eredete
Neve a 'bojtorján' jelentésű szláv *lopuchъ szó szláv képzős változatából való. Először 1491-ben Laposnak et Alsolaposnak néven említették.

## Fekvése
Dévától 27 kilométerrel keletre, a Maros bal partjához közel, a Ruszka-Pojána hegység északi lábánál fekszik.

## Lakossága
- 1785-ben 488 lakosa volt. Ugyanakkor 103 ortodox családfőt, 1786-ban hat római, 1790-ben hat görögkatolikus lelket írtak össze benne. Családjai közül 1785-ben 79 volt zsellér, 61 nemes és 21 jobbágy jogállású.
- 1900-ban 619 lakosából 547 volt román és 67 magyar anyanyelvű; 544 ortodox, 37 református, 16 görög, 14 római katolikus és nyolc zsidó vallású.
- 2002-ben 497 lakosából 490 volt román és öt magyar nemzetiségű; 461 ortodox, 17 pünkösdi, 13 baptista és öt római katolikus vallású.

## Története
A 15–17. században Déva vára uradalmához tartozott. Jelentős kisnemesi közösség élt benne, 1784-ben a parasztok feldúlták nemesi udvarházait. 1808-ban Hunyad vármegye egyik járásának székhelye volt. A második világháború után 1968-ig községközpont volt.

## Látnivalók
- Ortodox temploma 1726-ban épült, a Lázár család 17. század közepi építményének felhasználásával.
- Volt Lázár-udvarház.

## Híres emberek
- Itt született 1914-ben Barabás István festőművész.
- 1934-ben megszállt benne Patrick Leigh Fermor.